# Alhagens våtmark

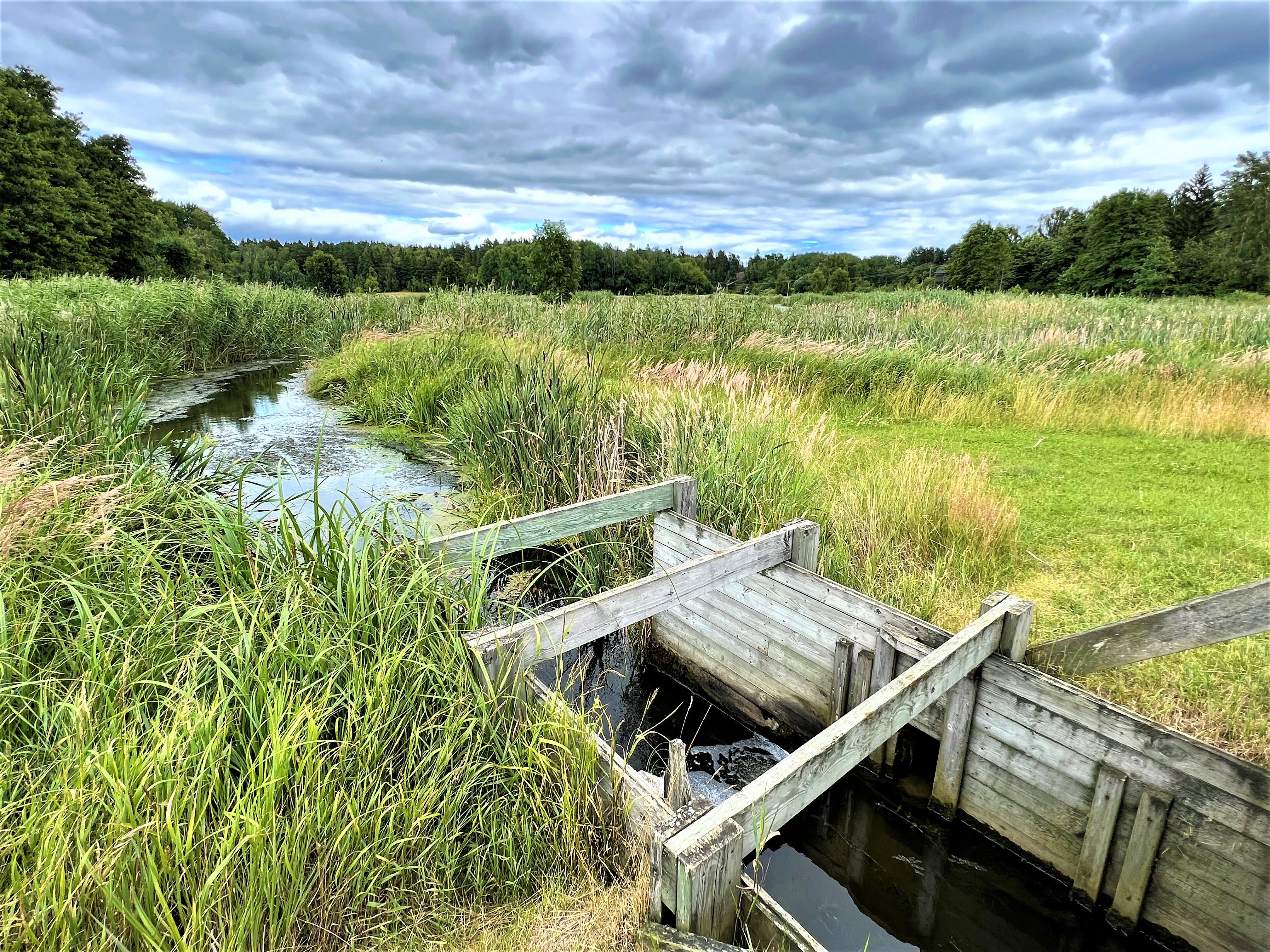
Alhagens våtmark i juli 2022

Alhagens våtmark är ett vattenreningsområde och en fågellokal i Nynäshamns kommun.
En våtmark började anläggas i Alhagen norr om Nynäshamns tätort från 1997. Våtmarken börjar nära Hacktorp vid riksväg 73 och sträcker sig i nordostlig riktning, för att avslutas med Krokån, vilken mynnar i havet i Norviken. Den är anlagd på ett 35 hektar stort område av tidigare åkermark, kärr och mossar och består av en serie grunda dammar och en flera hektar stor översilningsyta i Starrträsk och Vassträsk.
När Alhagens våtmark anlades, hade Nynäshamns avloppsreningsverk ännu inte ett biologiskt steg. Ett sådant finns i drift sedan 2002. Våtmarken anlades framför allt för att åstadkomma en minskning av gödande kväveutsläpp till havet. Avloppsvatten pumpas från avloppsreningsverket till våtmarkens inloppsdammar. Dit pumpas också dagvatten från gator och tak i Nynäshamn. Den övre delen av våtmarken ska gynna nitrifikation, en syrekrävande bakterieprocess som gynnas av att dammarna omväxlande fylls och töms. I den nedre delen av våtmarken sker denitrifikation med hjälp av mindre syrekrävande bakterier och mer stillastående vatten.
Inom området har kommunen anlagt sex kilometer gångstråk.
Alhagen lockar mängder med änder, vadare och småfåglar. I våtmarken finns bland andra dykänder som knipa, drillsnäppor, stjärtmes, brun kärrhök och mindre hackspett.

## Bildgalleri

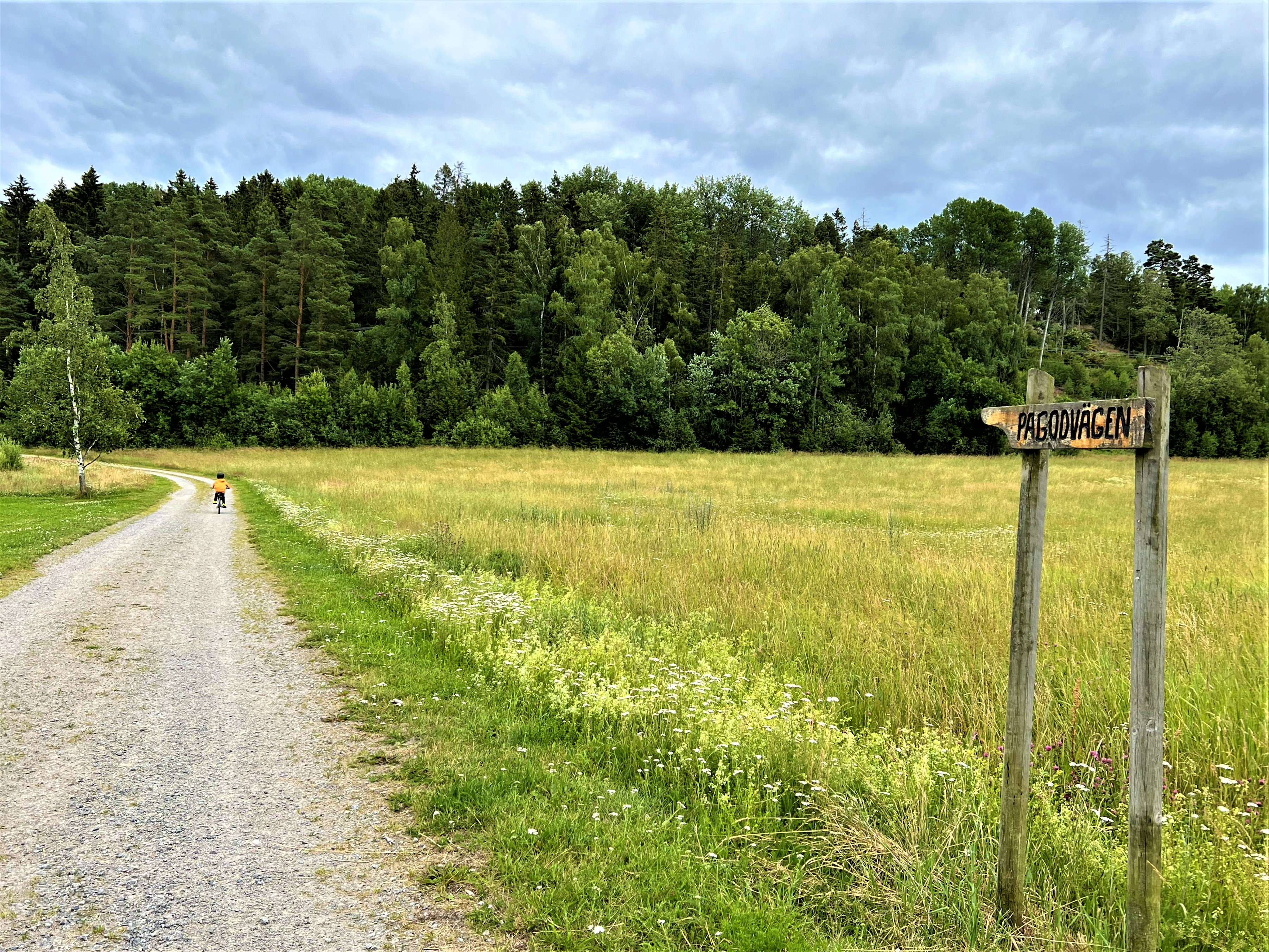
Den nedre delen av våtmarken kan studeras bland annat från Pagodvågen.
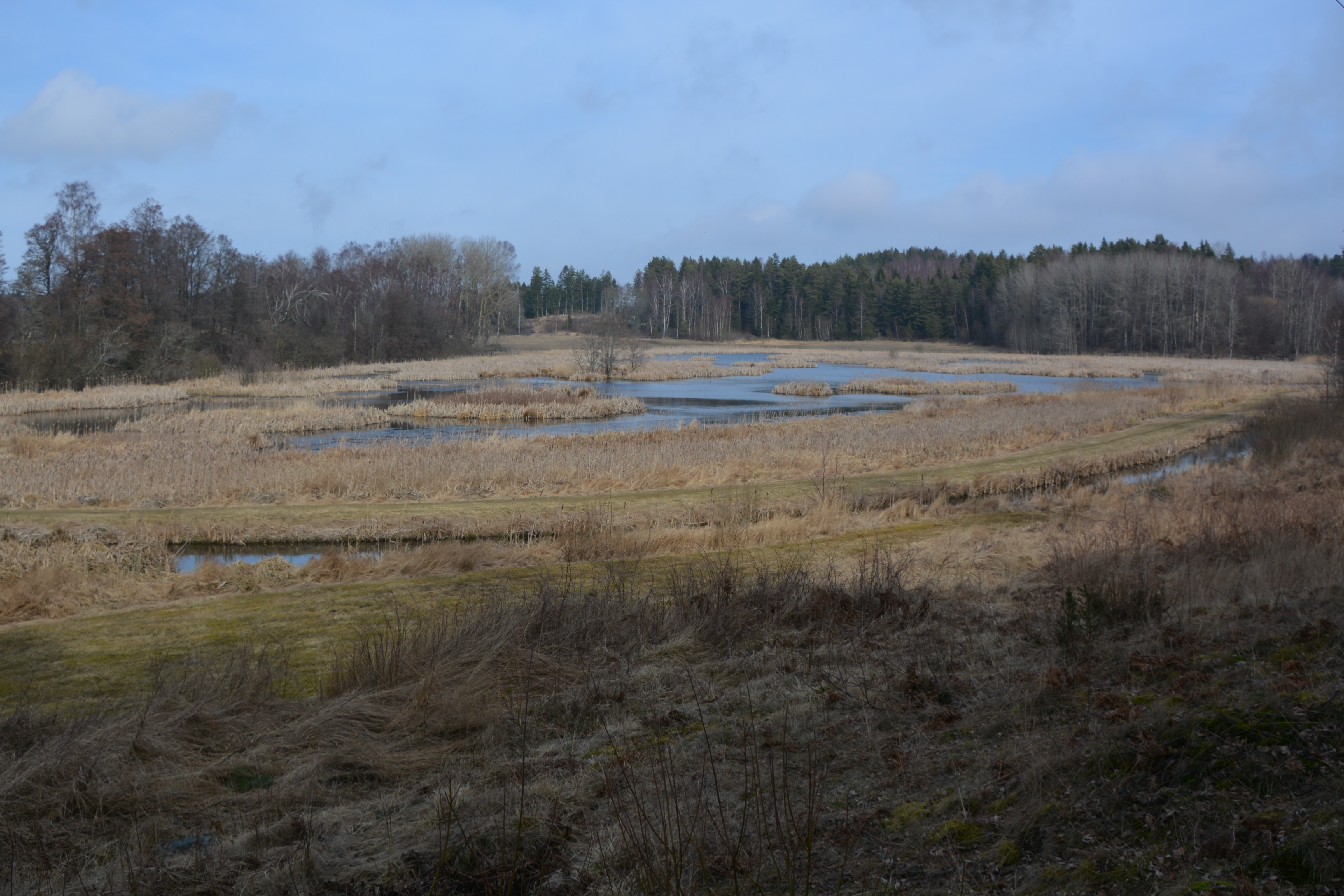
Starrträsk, i norra delen av Alhagens våtmark, i slutet av mars månad
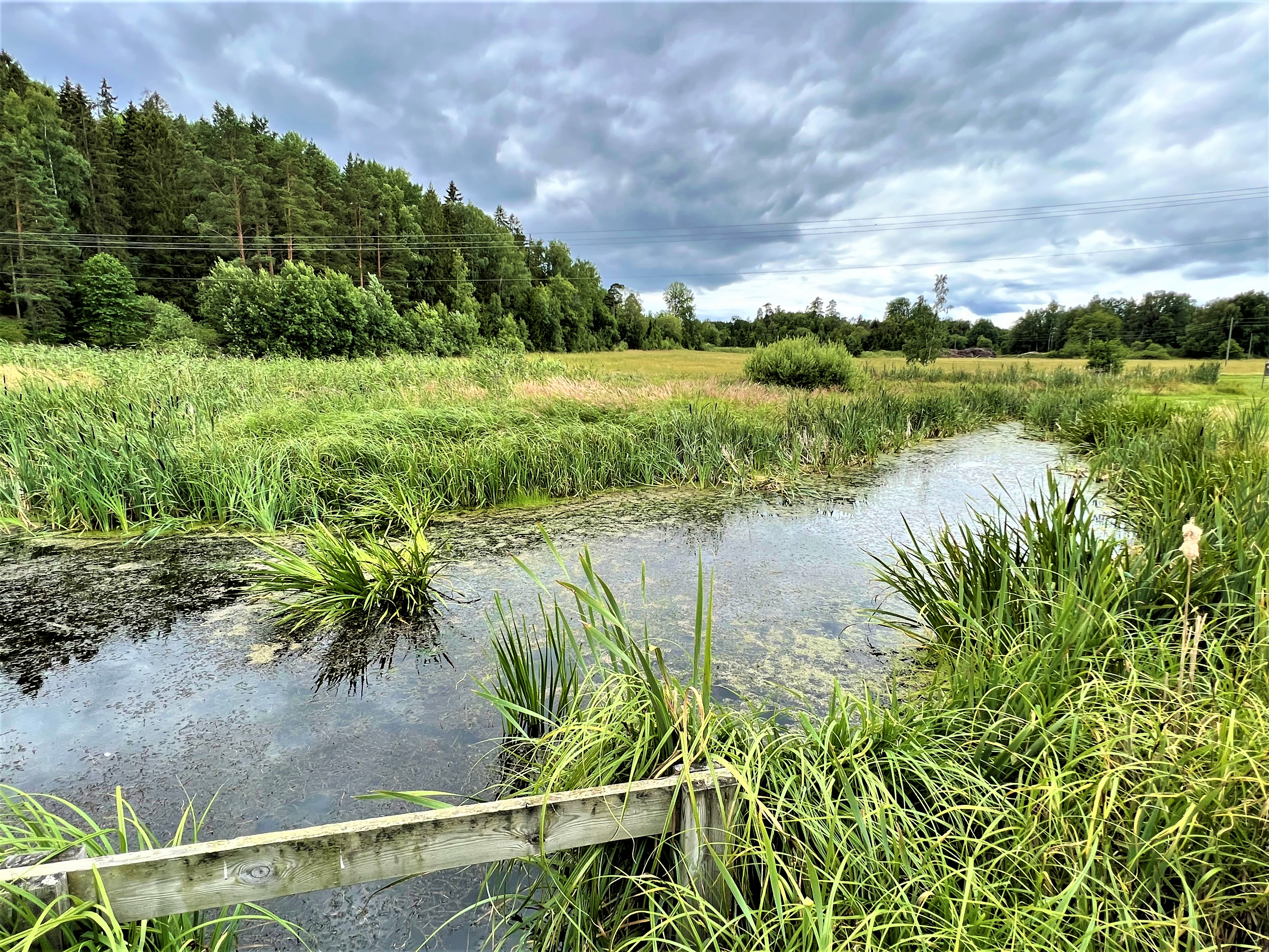
Alhagens våtmark
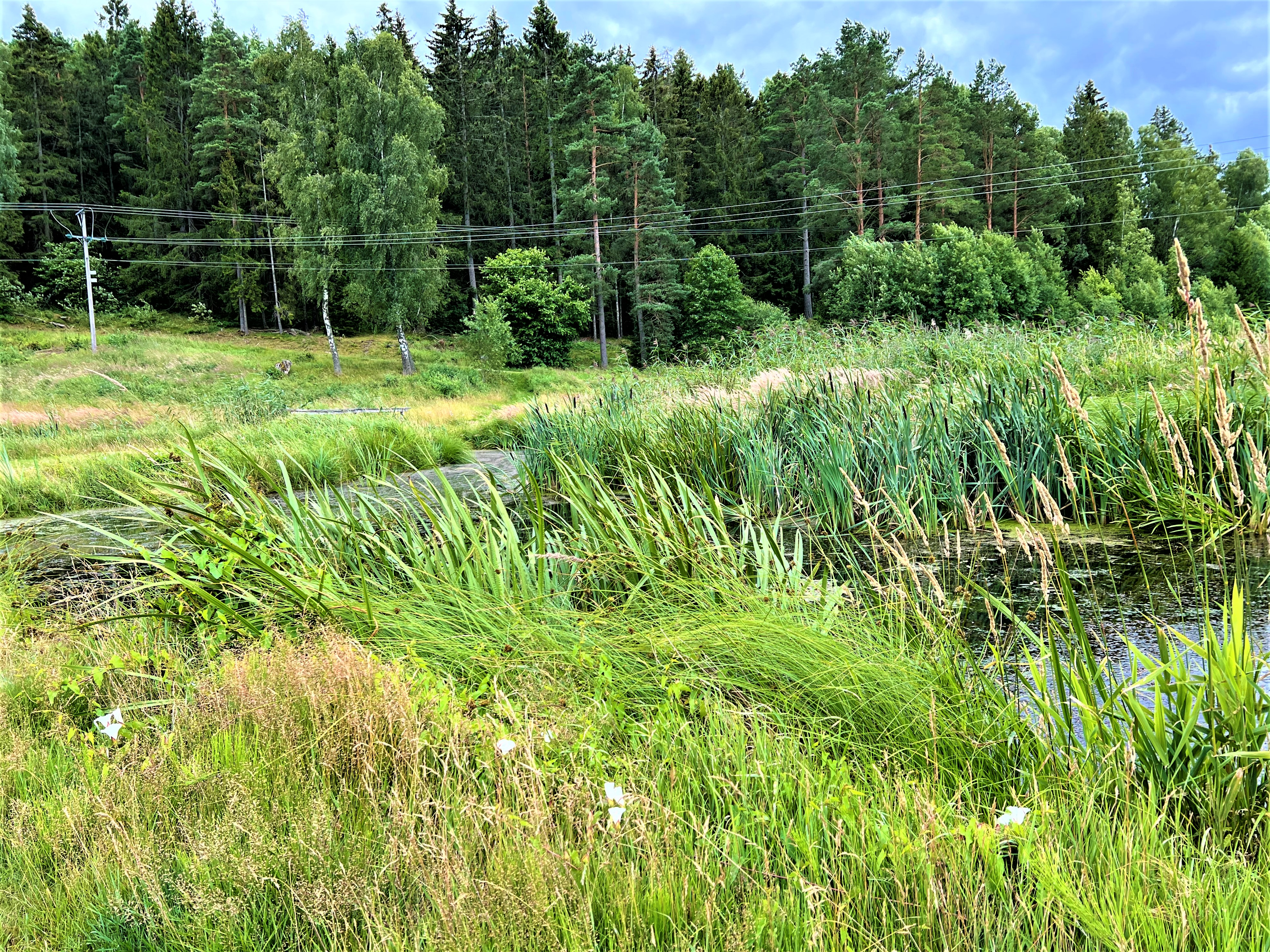
Alhagens våtmark